# Bitwa nad Antietam

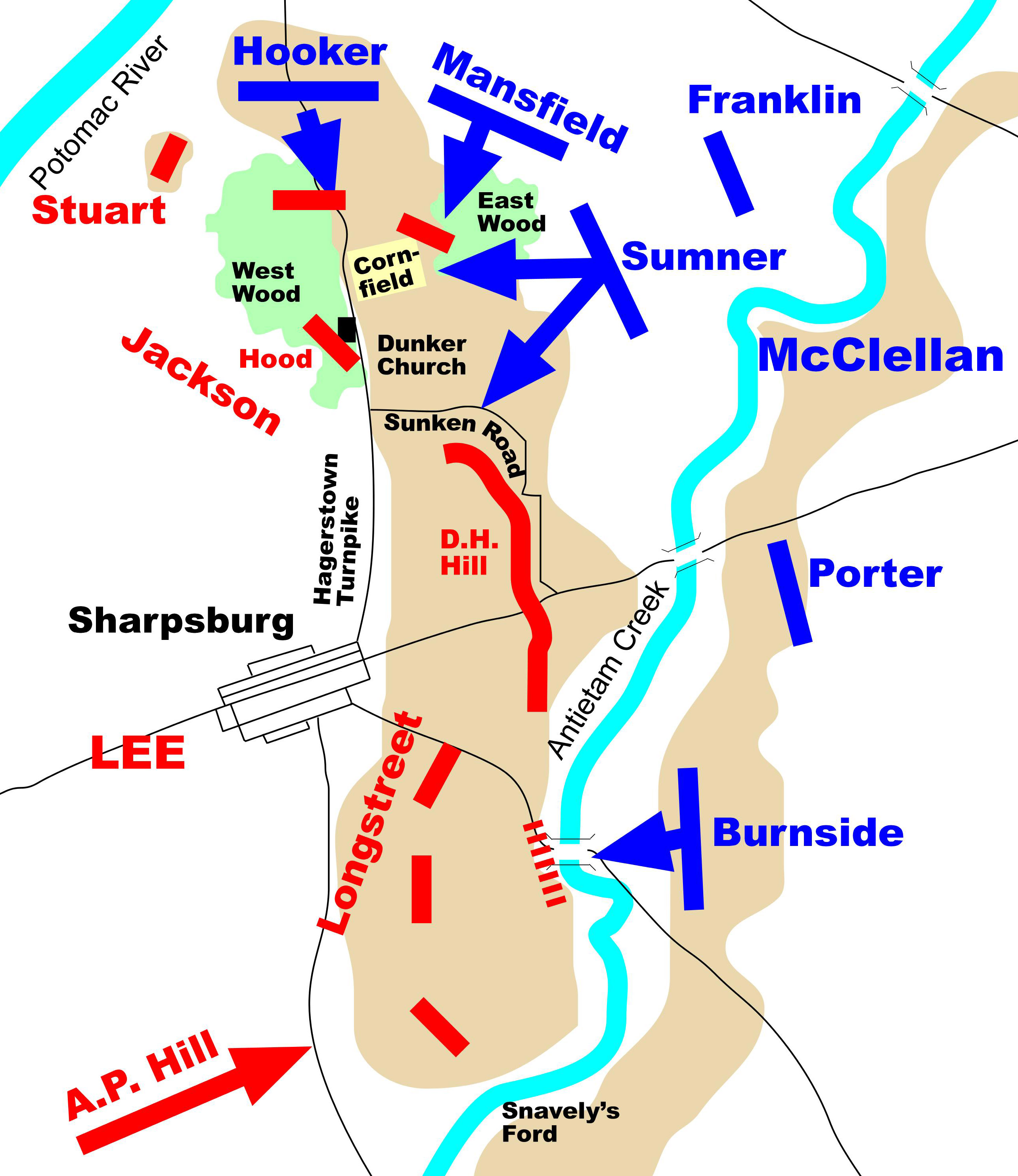
Ogólna mapa bitwy pod Antietam

Bitwa nad Antietam (znana też jako bitwa pod Sharpsburgiem) – starcie zbrojne, które miało miejsce 17 września 1862 roku pod miastem Sharpsburg w stanie Maryland w Stanach Zjednoczonych w trakcie wojny secesyjnej. Nazwa wzięła się od rzeki Antietam Creek przecinającej pole bitwy.
Łączne straty wyniosły ponad 23 tys. żołnierzy w ciągu jednego dnia walki. Był to najbardziej krwawy dzień w całej historii Stanów Zjednoczonych. Armia Unii odniosła zwycięstwo nad wojskami Konfederacji; natarcie południowców na Maryland zostało powstrzymane.
Bitwa ta uważana jest za przełomowy moment w wojnie, bowiem od tej pory – mimo szeregu dalszych wygranych starć – przewaga południowców zaczęła się wyraźnie zmniejszać, co ostatecznie doprowadziło do zwycięstwa Unii w dwa i pół roku później.

## Tło wydarzeń
Licząca 45 000 ludzi konfederacka Armia Północnej Wirginii wkroczyła na terytorium stanu Maryland 3 września 1862 roku po zwycięstwie 29 sierpnia w II bitwie nad Bull Run. Generał Robert E. Lee miał nadzieję zyskać dla swej armii zaopatrzenie i rekrutów z granicznego stanu, którego mieszkańcy w większości sympatyzowali z Południem, a jednocześnie wywrzeć presję na opinię publiczną Północy przed zbliżającymi się wyborami. Część polityków Konfederacji (także Jefferson Davis) wierzyła, że zwycięstwo w walnej bitwie na terenach stanów północnych pozwoli im zyskać uznanie i wsparcie finansowe ze strony Wielkiej Brytanii i Francji, chociaż nie ma dowodów na to, że Lee również brał pod uwagę taką możliwość. Tymczasem sytuacja konfederackich żołnierzy była rozpaczliwa. Ludzie szli przed siebie obdarci i głodni; jedna czwarta nie miała butów, raniąc stopy na kamienistych drogach. Nic dziwnego, że coraz więcej było maruderów ciągnących za armią w ślimaczym tempie.
Przed bitwą nad Antietam doszło na terenie Wirginii do dwóch starć: gen. mjr „Stonewall” Jackson zajął miejscowość Harpers Ferry, a McClellan przedarł się przez Pasmo Błękitne – zewnętrzny, wschodni i najwyższy łańcuch górski południowych Appalachów. Dzięki temu, że Jackson zajęty był odbieraniem kapitulacji garnizonu Harpers Ferry, znacząca część armii Lee była nieobecna podczas zbliżającej się bitwy nad Antietam. Z drugiej strony – wobec twardego oporu konfederatów na przełęczach – postępy armii McClellana były wolniejsze niż zakładano, co pozwoliło Lee skoncentrować znaczne siły pod Sharpsburgiem.
Jak należało się spodziewać, McClellan zareagował na wieść o przekroczeniu Potomaku przez Armię Północnej Wirginii nerwowo. Wyobrażał sobie, że ma przed sobą wielką, niepokonaną armię, o czym pisał do Hallecka: „Wszystkie dane, jakie napływają do nas z różnych źródeł, potwierdzają, że cała rebeliancka armia, licząca nie mniej niż 120 tysięcy ludzi, stoi pod Frederick City”. Tymczasem 13 września, gdy blisko 90-tysięczna Armia Potomaku była w marszu dążąc do spotkania z Lee, żołnierze Unii znaleźli przypadkiem tajne plany przeciwnika (tzw. Rozkaz specjalny 191). Zgodnie z tym planem Lee miał podzielić swą armię w celu zdobycia ważnego węzła komunikacyjnego i bogatych magazynów Unii w Harpers Ferry. Nadzwyczaj ostrożny McClellan czekał około 18 godzin z podjęciem decyzji, jak wykorzystać te informacje wywiadowcze, a tym samym zmarnował okazję na pokonanie rozczłonkowanych sił Południowców.

## Bitwa
Lee rozstawił 15 września swe siły pod miasteczkiem Sharpsburg nad brzegiem rzeki Antietam. Pozycja była obronna, ale nie taka, której nie można byłoby zdobyć. Ukształtowanie terenu dawało piechocie świetne (drewniane i kamienne ogrodzenia, wapienne skałki i zagłębienia) stanowiska strzeleckie, ale rzeka przed frontem oddziałów nie stanowiła poważnej przeszkody. Antietam na tym odcinku jest zaledwie 15–30 m szeroka i na tyle płytka, że łatwa do sforsowania zarówno przez kawalerię, jak i piechotę. Na dodatek oba brzegi łączą trzy kamienne mosty – odległe o około 1600 metrów od siebie. Pozycja była nadto niebezpieczna dla obrońców, bowiem na tyłach zajmowanych wówczas przez konfederatów płynie rzeka Potomak, a jedyny bród – dla ewentualnego wycofywania się – leży w miejscowości Shepherdstown (inny bród, w Williamsport w stanie Maryland, użyty przez Jacksona w marszu na Harpers Ferry, znajduje się w odległości 16 km na północ od Sharpsburga).
Pierwsze dwie dywizje unionistów dotarły na pole przyszłej bitwy po południu 15 września, a większość armii do wieczora. Gdyby unioniści zaatakowali rankiem 16 września, mieliby ogromną przewagę i szansę na zwycięstwo we wstępnym boju, ale McClellan był przekonany, że Lee ma ponad 100 tysięcy ludzi, co spowodowało opóźnienia o cały dzień. Dało to konfederatom czas na przygotowanie obrony i ściągnięcie korpusu Longstreeta spod Hagerstown oraz Jacksona (bez dywizji Hilla) z Harpers Ferry. Jackson zajął lewe (północne) skrzydło oparte o brzegi Potomaku, a Longstreet prawe, przylegające do Antietam; linia frontu była długa na blisko 6 km.
Wieczorem 16 września McClellan rozkazał I Korpusowi Hookera przekroczyć Antietam i wstępnym bojem rozpoznać pozycje konfederatów. Dywizja Meade’a poszła na pierwszy ogień w pobliżu Wschodniego Lasu. Po zmroku pod osłoną artylerii McClellan kontynuował rozmieszczanie swych wojsk. Jego plan zakładał zmasowanie sił naprzeciw lewego skrzydła przeciwnika, do czego skłaniała go dyslokacja mostów nad Antietam. Dolny most (od czasu bitwy nosi nazwę Burnside Bridge) znajdował się pod ogniem konfederatów, którzy obsadzili pobliskie wzgórza. Most środkowy z kolei, na drodze z Boonsboro, był w zasięgu artylerii z przedpola Sharpsburga. Natomiast górny most znajdował się 3 km na wschód od konfederackich baterii i mógł być wykorzystany bezpiecznie. McClellan planował użyć do ataku połowę swej armii, rozpoczynając uderzenie dwoma korpusami wspieranymi przez trzeci i – jeśli zajdzie taka konieczność – czwarty. Miał jednocześnie zamiar przypuścić pozorowany atak dziewiątego korpusu Burnside’a na prawe skrzydło nieprzyjaciela oraz – gdy któryś z atakujących korpusów osiągnie postępy – uderzenie sił rezerwowych w centrum.
Działania w okolicy Wschodniego Lasu pokazały Lee, jakie są zamiary McClellana. Natychmiast przesunął gros swych sił na lewo i posłał depesze wzywające do pośpiechu generałów: Lafayette’a McLawsa (dwie dywizje) i A. P. Hilla (jedna).
Plany McClellana były źle skoordynowane i źle realizowane. On sam wydawał rozkazy podległym sobie dowódcom bez informowania ich o przedsięwziętym ogólnym planie bitwy. Dowódcy z kolei – ze względu na konfigurację terenu – nie mieli wglądu w sektory inne niż własne, a główna kwatera McClellana znajdowała się blisko dwa kilometry z tyłu, co uniemożliwiało koordynację działań poszczególnych korpusów. W rezultacie bitwa, która rozpoczęła się następnego dnia rano, składała się jakby z trzech niezależnych bitew: porannej na północy, południowej w centrum i popołudniowej na południu. Wobec braku koordynacji i uporządkowania sił McClellan niemal całkowicie zmarnował dwukrotną przewagę własnych wojsk i pozwolił Lee na przemieszczanie swych oddziałów tak, by pokonać każdy z atakujących korpusów.

### Rano

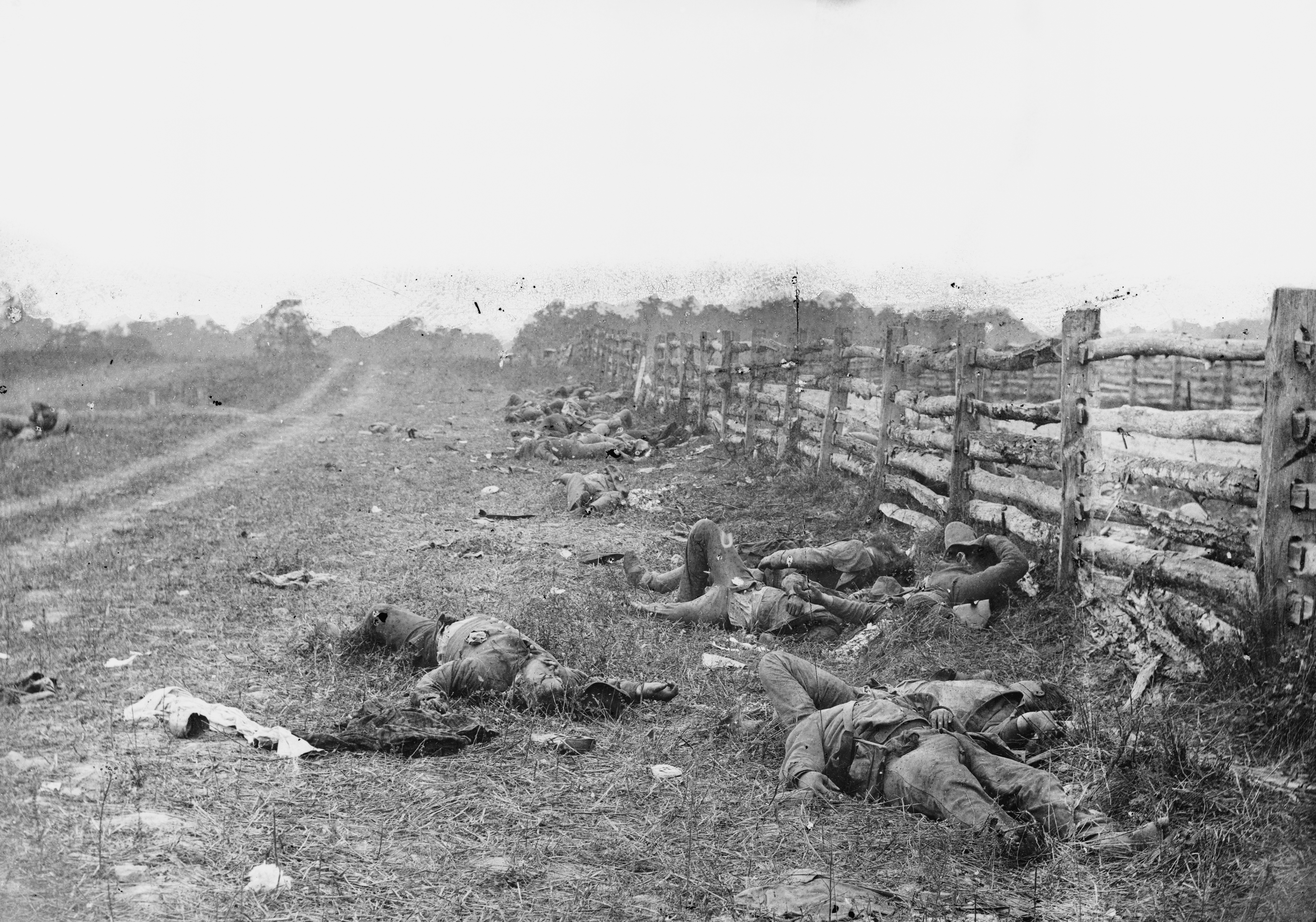
Zabici żołnierze konfederaccy na drodze Hagerstown Turnpike

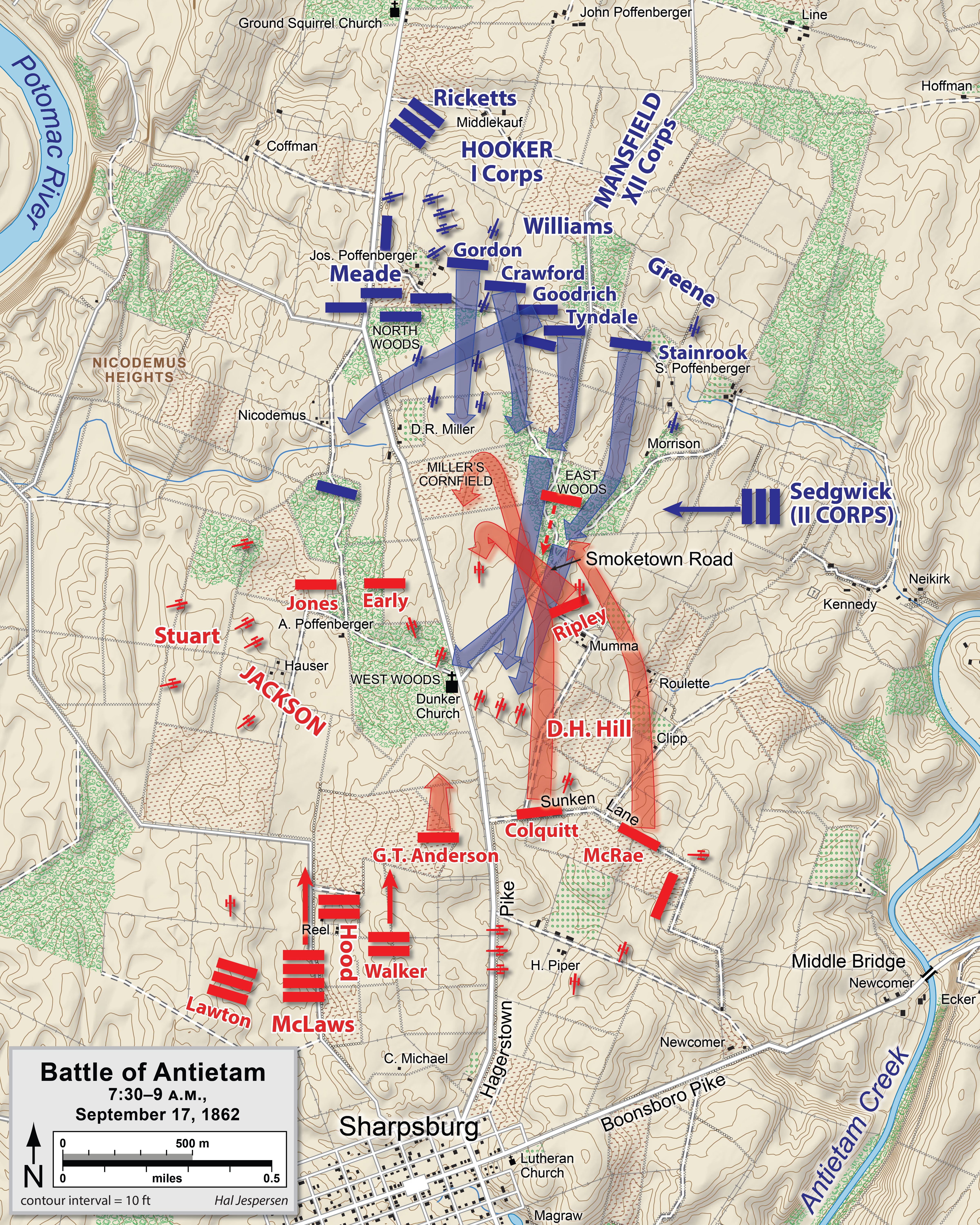
Atak XII Korpusu, 7.30 do 9.00 rano

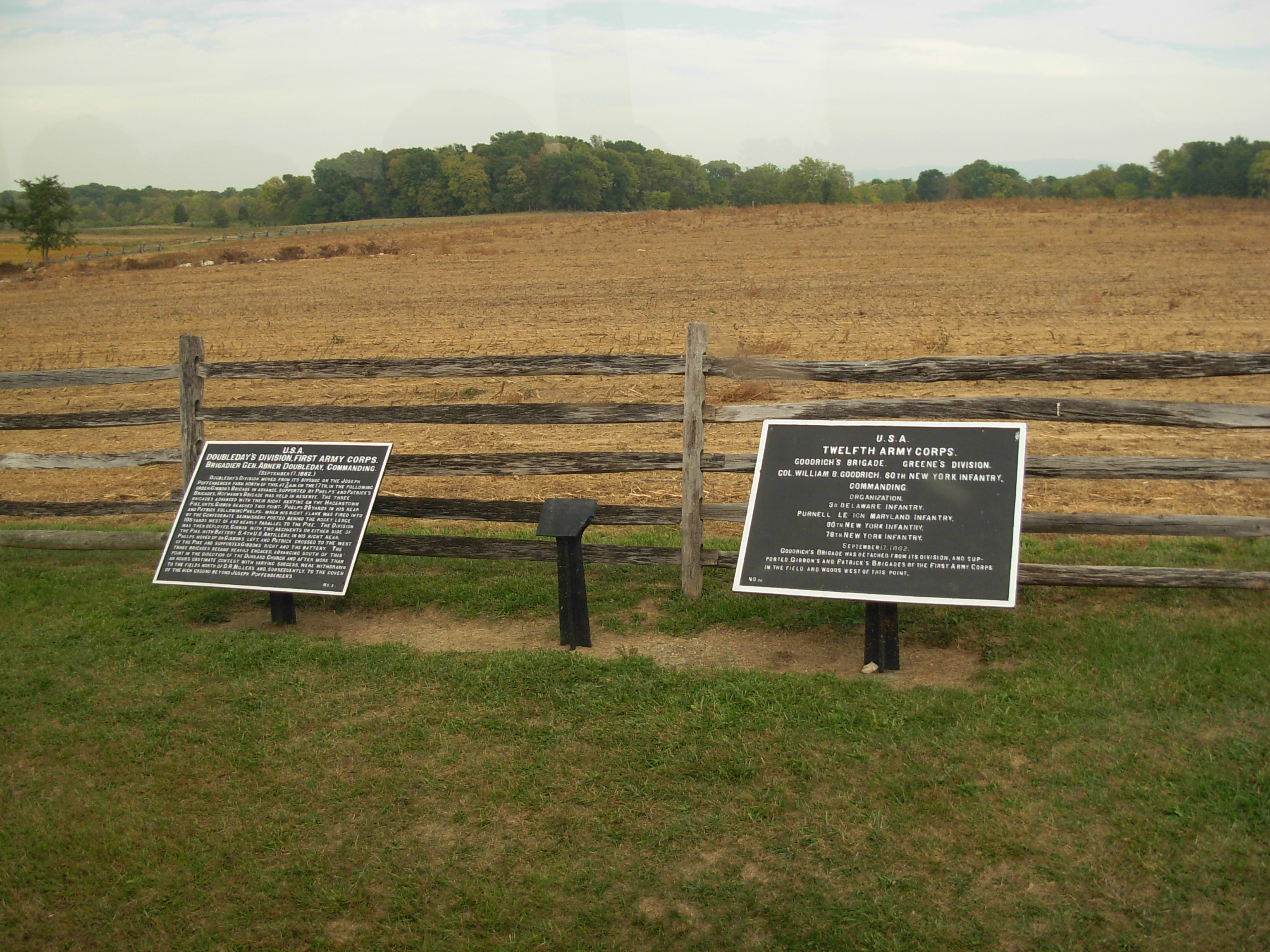
Pole kukurydzy, wygląd dzisiejszy

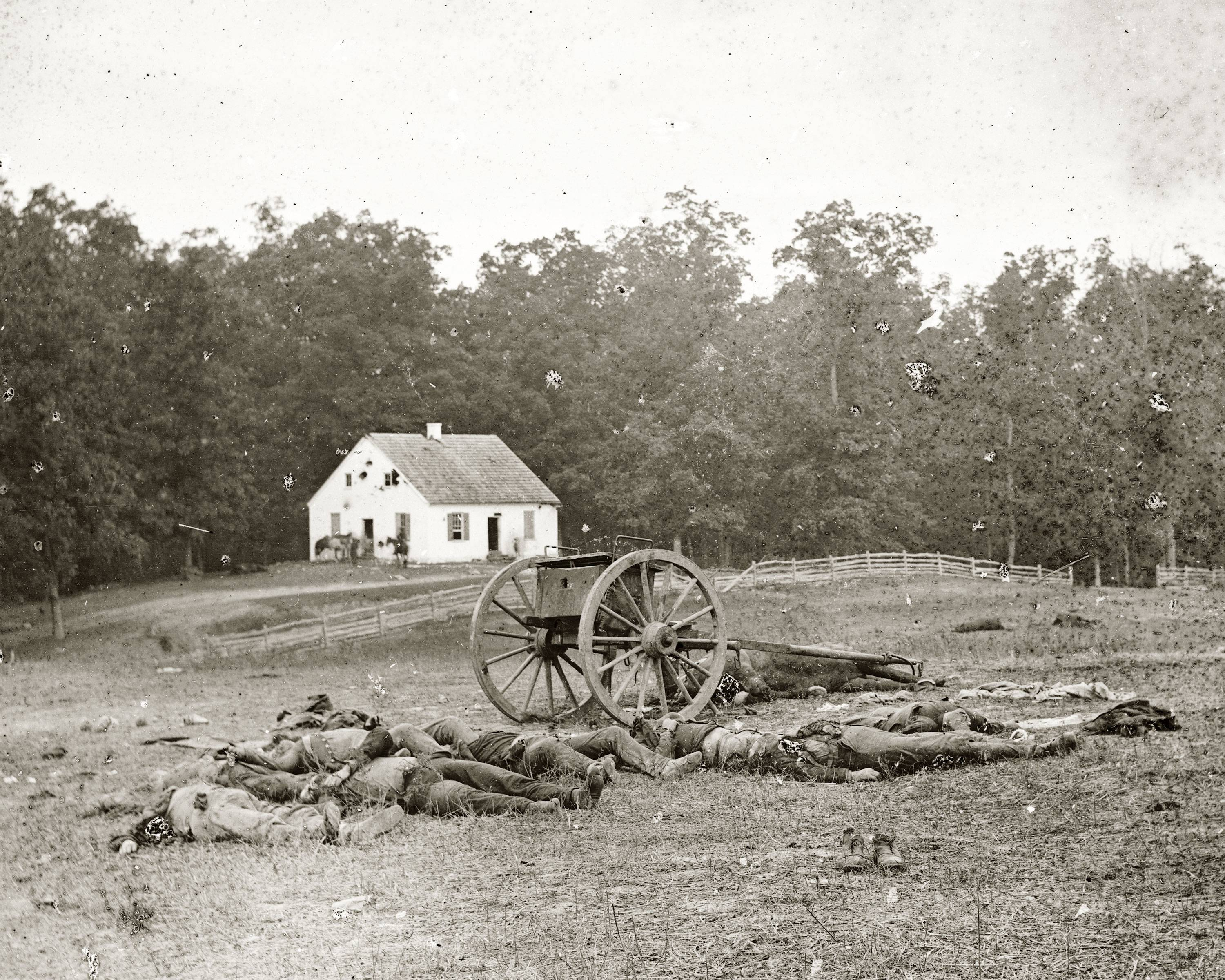
Wzgórze Dunker z kościółkiem po bitwie

Bitwa rozpoczęła się o świcie (około 5.30) atakiem I Korpusu unionistów Josepha Hookera wzdłuż drogi Hagerstown Turnpike. 8600 ludzi Hookera miało zająć wzniesienie Dunker, na którym do dzisiaj stoi kościółek miejscowej sekty baptystów, osadników niemieckich. Pozycję o zdecydowanie obronnym charakterze trzymało 7 700 konfederackich żołnierzy Stonewalla Jacksona. Dywizja Abnera Doubledaya nacierała na prawo od Hookera, Jamesa Rickettsa na lewo w kierunku na Wschodni Las, a rezerwowa dywizja George’a Meade’a rozwijała się lekko cofnięta w centrum. Linia obrony Jacksona rozciągała się od Zachodniego Lasu (dywizje Alexandra Lawtona i John R. Jonesa) w poprzek drogi Hagerstown Turnpike, a dalej wzdłuż południowej krawędzi Pola Kukurydzy. Cztery brygady piechoty – jako rezerwa – okupowały Zachodni Las.
Gdy pierwsi żołnierze Unii wyszli z lasu i wkroczyli na Pole Kukurydzy, rozpoczął się pojedynek artyleryjski. Konfederaci prowadzili ogień z baterii artylerii konnej Jeba Stuarta i czterech baterii płk. Stephena D. Lee rozstawionych na wzniesieniu Dunker. Unioniści odpowiedzieli ogniem dziewięciu baterii ze wzgórz za Północnym Lasem, czterech baterii dział 20-funtowych z odległości 3 km na wschód od nurtu Antietam Creek. Ostrzał i wywołany przezeń pożar kukurydzy przyniósł obu stronom ciężkie straty.
1 Brygada Pensylwańska Meade’a pod dowództwem gen. Trumana Seymoura zaczęła posuwać się naprzód przez Wschodni Las, wdając się w wymianę strzałów z brygadą Alabamy, Georgii i Karoliny Północnej płk. Jamesa Walkera. Gdy ludzie Walkera zepchnęli Seymoura w tył, w czym bardzo pomógł ogień baterii Lee, dywizja Rickettsa weszła na Pole Kukurydzy, gdzie również została zmasakrowana przez artylerię. Brygada gen. Abrama Duryée’go wpadła wprost pod salwowy ogień brygady Georgii płk. Marcellusa Douglassa. Będąc pod ciężkim ogniem z odległości 250 metrów i nie mogąc doczekać się wsparcia Duryée zarządził odwrót.
Wsparcie, na które Duryée liczył – brygady gen. George’a L. Hartsuffa i płk. Williama A. Christiana – miało trudności z dotarciem na plac boju. Hartsuff został ranny, a Christian rozproszył oddział i uciekł w panice na tyły. Gdy jego żołnierze w końcu pozbierali się i ruszyli do przodu, natknęli się na Polu Kukurydzy na tę samą artylerię i piechotę, co ich poprzednicy. Coraz więcej i więcej żołnierzy Unii zaścielało plac bitewny. W tej sytuacji brygada „Tygrysów z Luizjany” Harry’ego Haysa uderzyła i wyparła ich resztki do Wschodniego Lasu. Straty poniesione przez 12. pp z Massachusetts (67% stanów) były tego dnia ze wszystkich jednostek obu stron największe. „Tygrysy” zostały powstrzymane dopiero przez baterię 3-calowych gwintowanych dział, których ogień zmusił ich do odwrotu – znów przez Pole Kukurydzy – gdzie zostali zdziesiątkowani (zginęło 323 spośród 500 żołnierzy).
Podczas gdy na Polu Kukurydzy trwała krwawa łaźnia, atak unionistów kilkaset metrów dalej na zachód przyniósł pozornie sukces. Żołnierze 4 Brygady gen. Johna Gibbona z dywizji Doubledaya (ostatnio nazwanej „Żelazną Brygadą”) ruszyli wzdłuż drogi Hagerstown Turnpike, spychając ludzi Jacksona na boki. Zostali powstrzymani nagłym uderzeniem 1150 ludzi z brygady Starke’a, którzy zaczęli strzelać z odległości zaledwie 30 metrów. Konfederatów odparł jednak gwałtowny ogień karabinowy „Żelaznej Brygady”, a sam Starke został śmiertelnie ranny. Unioniści nacierali w kierunku kościółka na wzniesieniu Dunker, wcinając się głęboko w linie obronne Jacksona. Mimo poważnych strat postępy korpusu Hookera były coraz bardziej widoczne.
Posiłki dla konfederatów nadeszły tuż po godz. 7 rano. Dywizje McLawsa i Richarda H. Andersona zjawiły się po całonocnym marszu z Harpers Ferry. Około 7.15 gen. Lee przerzucił z prawego skrzydła na pomoc Jacksonowi brygadę George’a T. Andersona.
O 7 rano 2 300 ludzi z dywizji Hooda uderzyło przez Zachodni Las i ponownie odepchnęło unionistów poza Pole Kukurydzy. Teksańczycy atakowali z furią, bowiem w chwili, gdy rzucono ich do walki, musieli przerwać swój pierwszy od wielu dni gorący posiłek. Wspierały ich trzy brygady z dywizji D. H. Hilla nadciągające od strony farmy Mumma leżącej na południowy wschód od Pola i brygada Jubala Early’ego, prąca przez Zachodni Las od strony farmy Nicodemusa; wspierała ją artyleria konna Jeba Stuarta. Ludzie Hooda, jakkolwiek wzięli na siebie cały ciężar walki i ponieśli ciężkie straty (60%) – zdołali utrzymać linię frontu i odepchnąć I Korpus unionistów. Zapytany przez któregoś z oficerów, gdzie jest jego dywizja, Hood miał odpowiedzieć: „martwa w polu” (ang. dead on the field).
Ludzie Hookera również zapłacili wysoką cenę, a w dodatku nic nie osiągnęli. Po dwóch godzinach bitwy oraz stracie 2 500 zabitych i rannych, byli ponownie na pozycjach wyjściowych. Kukurydziane Pole, obszar o powierzchni 250 na 400 metrów, stał się widownią istnej masakry. W ciągu tego ranka co najmniej 15 razy przechodziło z rąk do rąk.
Hooker zażądał wsparcia ze strony liczącego 7 200 żołnierzy XII Korpusu Mansfielda. Tymczasem połowę ludzi Mansfielda stanowili rekruci z najnowszych zaciągów, a i sam Mansfield nie miał wielkiego doświadczenia, zostawszy dowódcą korpusu zaledwie dwa dni przed bitwą. Mając za sobą 40 lat służby, nigdy nie dowodził w polu żadną większą jednostką. Przewidując, że jego żołnierze rzucą się – pod ogniem – do ucieczki, kazał im maszerować naprzód w zwartym szyku zwanym „zmasowaną kolumną kompanii”, gdzie pułki były uformowane w dziesięć zwartych szeregów, zamiast dwóch luźnych tyralier. Gdy jego ludzie wkroczyli do Wschodniego Lasu stali się natychmiast przedmiotem zainteresowania artylerii konfederatów i „celem wielkim jak stodoła”. Sam Mansfield został trafiony przez snajpera i zmarł w kilka godzin później. Alpheus Williams przejął tymczasowo dowodzenie nad XII Korpusem.
Rekruci z 1. dywizji Mansfielda nie dali rady wiarusom Hooda, których wsparły dywizje korpusu D. H. Hilla dowodzone przez Colquitta i McRae’a. Jednakże 2. dywizja XII Korpusu (dowódca George Sears Greene) przełamała obronę ludzi McRae’a, którzy wycofali się w panice z obawy przed rzekomym oskrzydleniem. Powstała luka zmusiła Hooda i jego będących teraz w mniejszości ludzi, do cofnięcia się do Zachodniego Lasu, czyli na pozycje wyjściowe. Greene mógł w tej sytuacji zająć wzgórze Dunker w zmusić do odwrotu baterie Stephena Lee. Teraz unioniści zapanowali przejściowo nad całym terenem na wschód od drogi.
Hooker zamierzał raz jeszcze zebrać resztki swego I Korpusu i kontynuować natarcie, ale konfederacki snajper wypatrzył białego generalskiego konia i postrzelił Hookera w stopę. Dowodzenie Korpusem przejął gen. Meade, jako że zastępca Hookera, James B. Ricketts, również został ranny. Wraz ze zniesieniem Hookera z pola bitwy zabrakło autorytetu, który mógłby poderwać żołnierzy I i XII Korpusu. Na dodatek ludzie Greene’a dostali się pod silny ostrzał od strony Zachodniego Lasu i wycofali się, oddając ponownie wzgórze Dunker.
Chcąc zwinąć lewe konfederackie skrzydło i odciążyć ludzi Mansfielda, II Korpus Sumnera rzucił do boju o godz. 7.20 dwie dywizje. Pierwsza u brodu na Antietam znalazła się licząca 5400 ludzi dywizja Sedgwicka. Po wejściu do Wschodniego Lasu dywizja miała zmienić kierunek uderzenia na południowy z zamiarem zepchnięcia konfederatów na południe, wprost pod bagnety IX Korpusu Ambrose’a Burnside’a. Z wykonania planu nic nie wyszło. Po pierwsze wojsko nie miało kontaktu z dywizją Williama H. Frencha, a po drugie o godz. 9 Sumner, który towarzyszył dywizji, rzucił ją do ataku w niezwykłym wprost szyku – trzy brygady, w trzech długich liniach, z żołnierzami idącymi ramię przy ramieniu i z zaledwie 50-70-metrowymi odstępami między liniami. Najpierw wzięła się za unionistów artyleria, a wkrótce potem – z trzech stron – karabiny dywizji Early’ego, Walkera i McLawsa. W czasie krótszym niż pół godziny ludzie Sedgwicka stracili ponad 2200 kolegów i w wielkim nieładzie wycofali się na pozycje wyjściowe.
Końcowe akcje porannej fazy bitwy miały miejsce około godz. 10, kiedy to dwa pułki ze składy XII Korpusu poszły do ataku i prawie natychmiast trafiły na dywizję Johna G. Walkera, właśnie przerzuconą z prawego skrzydła konfederatów. Walki toczyły się pomiędzy Polem Kukurydzy i Zachodnim Lasem, ale wkrótce wojska Walkera zostały odrzucone przez dwie brygady z dywizji Greene’a i wojska Unii zajęły część Lasu.
Obie strony łącznie straciły tego ranka prawie 13 tys. zabitych i rannych, w tym dwóch dowódców korpusów unijnych.

### W południe

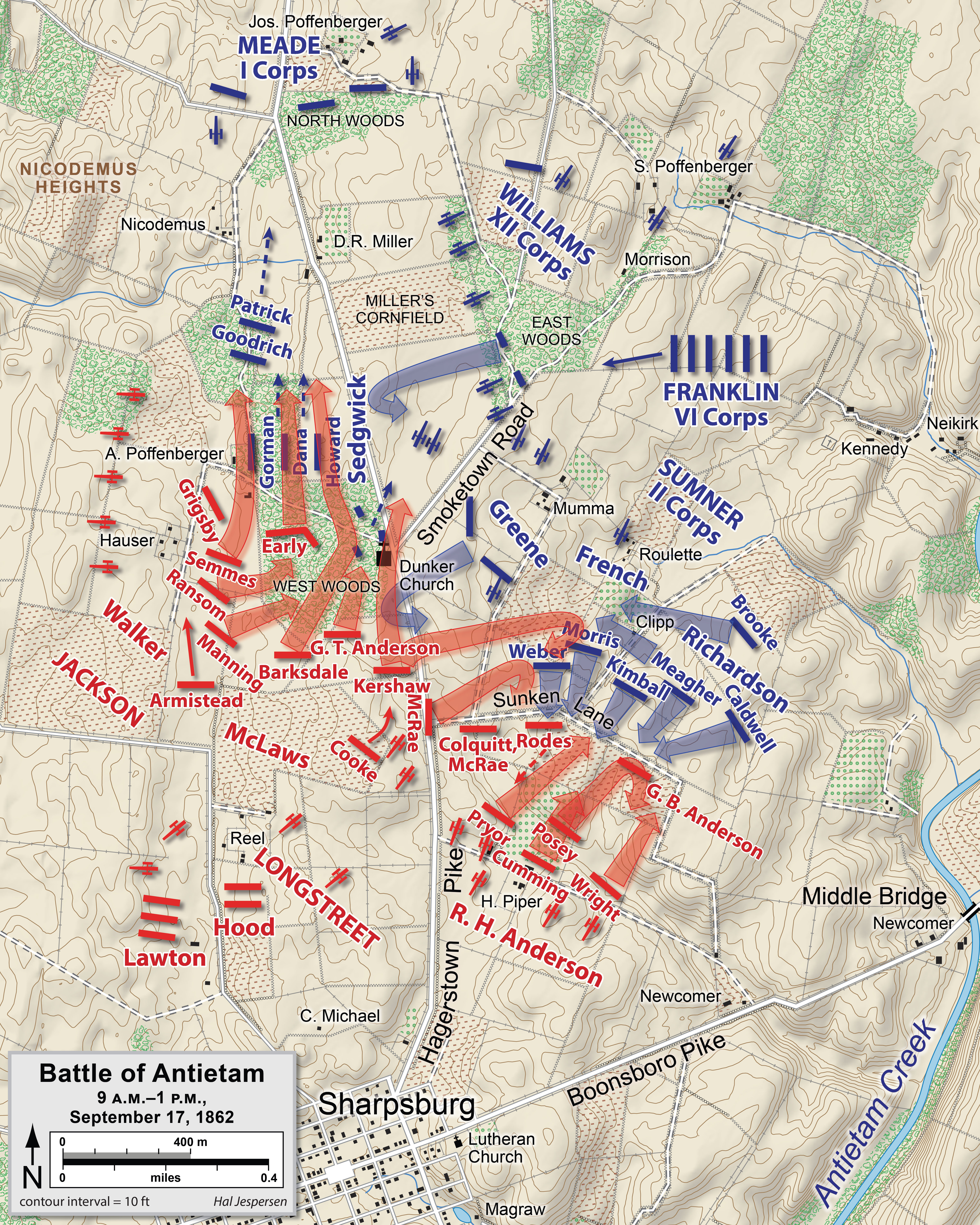
Uderzenie XII i II Korpusu, 9 rano do 1 po poł.

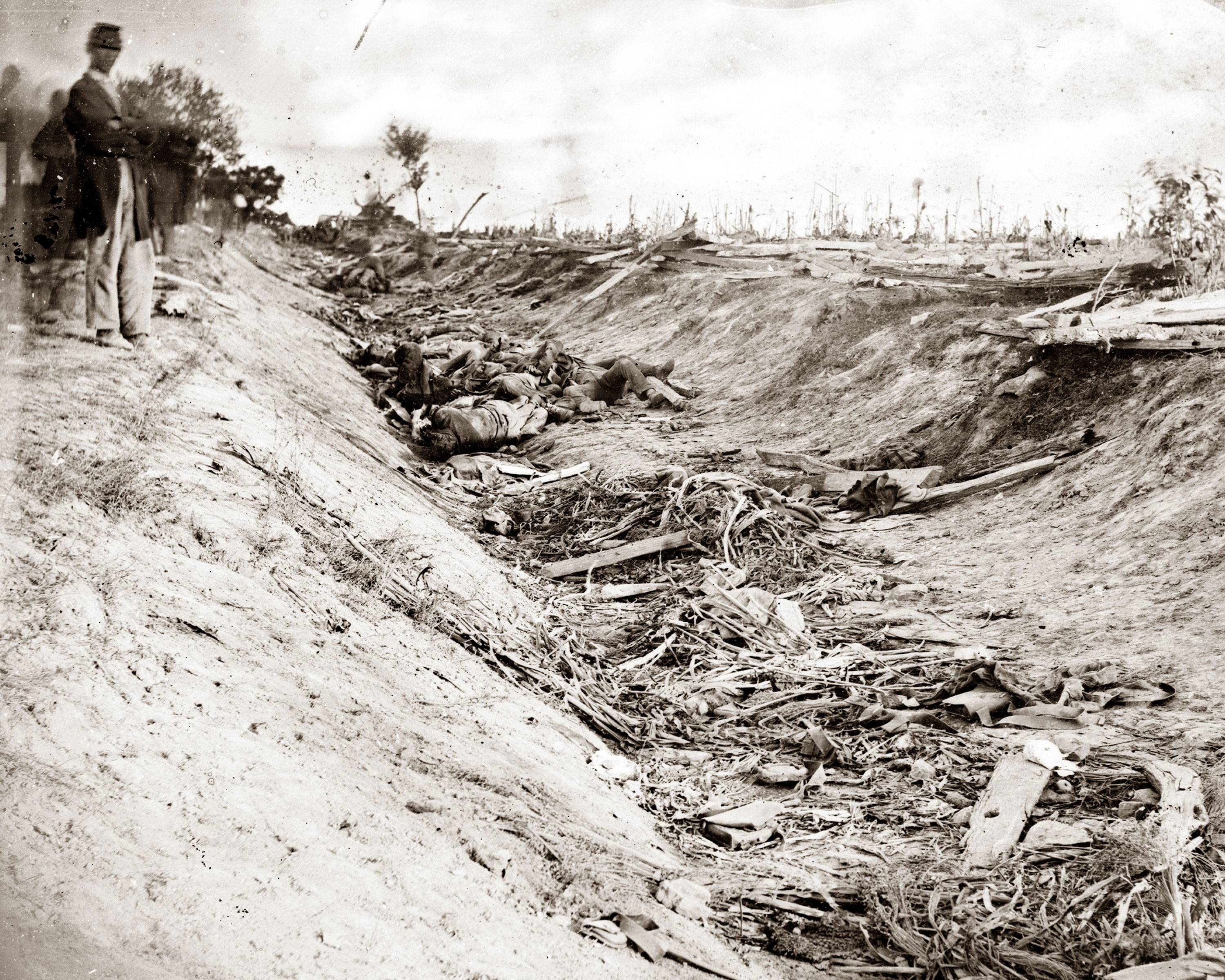
Droga w parowie po ostrzale przez ludzi Richardsona

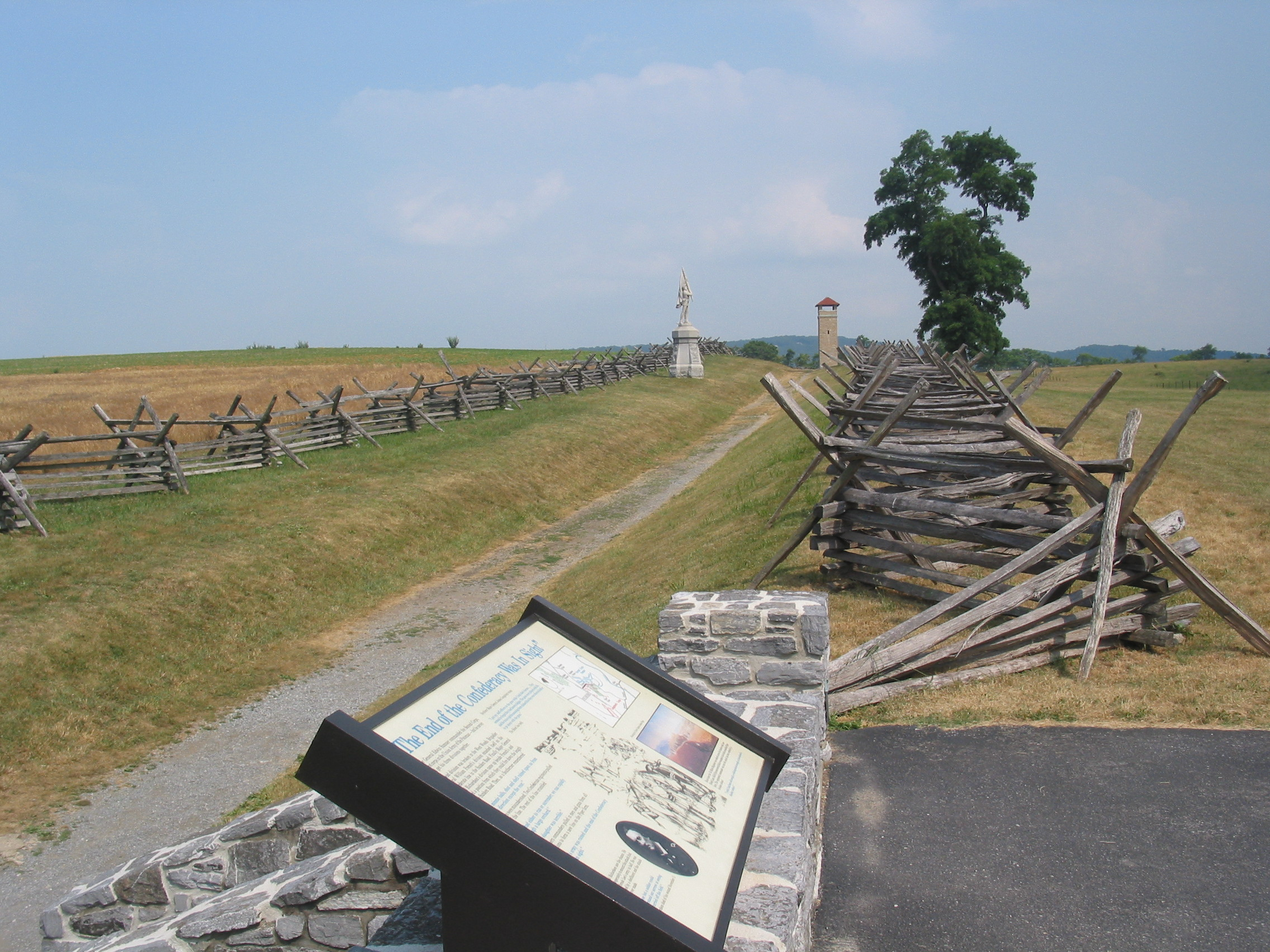
The Bloody Lane, czyli droga w parowie obecnie

Do południa teatr działań przesunął się z lewego skrzydła ku centrum pozycji konfederatów. Sumner towarzyszył porannemu atakowi dywizji Sedgwicka, ale stracił kontakt z drugą atakującą dywizją korpusu pod wodzą Frencha, gdy Sumner i Sedgwick niespodziewanie skręcili na południe. Tymczasem French, który rwał się do boju, napotkał na swej drodze awangardę południowców i nakazał swym ludziom atak. W tym właśnie momencie adiutant (i syn) Sumnera odszukał Frencha, opowiedział mu o tragicznym w skutkach boju w Zachodnim Lesie i przekazał rozkaz ściągnięcia na siebie uwagi konfederatów poprzez uderzenie w sam środek ich pozycji.
French miał przed sobą dywizję D.H. Hilla. Hill dowodził jeszcze 2500 ludźmi, mniej niż połową tego, czym dysponował French, a trzy z pięciu jego brygad były bardzo wykrwawione w porannym boju. Teoretycznie odcinek zajmowany przez Longstreeta był najsłabszy. Ale ludzie Hilla zajmowali silną, obronną pozycję na szczycie wzniesienia, gdzie rozjeżdżana latami przez wozy droga zmieniła się w parów i tym samym stanowiła naturalny okop.
French dokonał kilku uderzeń siłami wielkości brygady na przedpiersia ludzi Hilla około 9.30 rano. Pierwsza z atakujących brygad, składająca się w większości z nowo zaciągniętych rekrutów pod dowództwem gen. Maxa Webera, znalazłszy się pod gradem kul karabinowych, szybko podała tył; w tym momencie żadna ze stron nie wprowadziła jeszcze artylerii do akcji. Drugi atak, równie nieostrzelanych rekrutów płk. Dwighta Morrisa, także znalazł się pod ciężkim ogniem, ale tym razem żołnierzom udało się odeprzeć kontratak Brygady Alabamy Roberta Rodesa. Trzecia próba, prowadzona przez gen. Nathana Kimballa, który miał trzy pułki weteranów, również zakończyła się fiaskiem pod ogniem z drogi w parowie. Dywizja Frencha straciła 1 750 ludzi (spośród 5 700) w niecałą godzinę.
Obie strony zaczęły otrzymywać wsparcie, a o godz. 10.30 Robert E. Lee rzucił do boju swoją ostatnią rezerwę – około 3 400 ludzi pod dowództwem gen. Richarda H. Andersona – by wzmocnić pozycje Hilla, rozciągnąć je w prawo tak, by móc oskrzydlić lewą flankę Frencha. Jednak w tym samym czasie na tejże lewej flance Frencha zaczęło rozmieszczać się 4 tys. ludzi z dywizji gen. Israela B. Richardsona. Była to ostatnia z trzech dywizji Sumnera, trzymana do tej pory na tyłach przez McClellana, który był głównie zainteresowany posiadaniem znacznych rezerw na wypadek kontrataku nieistniejących stutysięcznych sił generała Lee Świeże wojska Richardsona miały dokonać pierwszego uderzenia.
W pierwszej linii czwartego ataku na konfederackie stanowiska na drodze w parowie szła Brygada Irlandzka gen. Thomasa F. Meaghera. Składająca się w większości z irlandzkich imigrantów brygada niemal natychmiast, w wyniku jednej salwy, straciła 540 ludzi i została wycofana.
Gen. Richardson osobiście poprowadził koło południa brygadę gen. Johna C. Caldwella (gdy powiedziano mu, że Caldwell ukrywa się za stogiem siana na tyłach), co wreszcie doprowadziło do zmiany sytuacji. Konfederacka dywizja Andersona niewiele mogła pomóc obrońcom, bowiem sam Anderson został ranny jeszcze przed wejściem do bitwy. W chwilę później poległ jego zastępca, płk Charles Courtenay Tew, George B. Anderson (brak pokrewieństwa) oraz płk John B. Gordon z 6. pp Alabamy.
Gdy brygada Caldwella dokonała oskrzydlenia prawego skrzydła konfederatów płk Francis C. Barlow, stojący na czele 350 żołnierzy 61. i 64. pp ze stanu Nowy Jork, dostrzegł słaby punkt w liniach obrony przeciwnika i zajął pagórek dominujący nad drogą w parowie. Ta pozycja pozwoliła unionistom na otwarcie morderczego ognia wzdłuż linii okopu, zmieniając drogę w śmiertelną pułapkę. Tymczasem wśród konfederatów doszło do nieporozumienia, które mogło skończyć się klęską. Rozkaz obejścia i zaatakowania unionistów, wydany przez Rodesa, został opacznie zrozumiany przez ppłk. Jamesa N. Lightfoota, który zastąpił ciężko rannego i nieprzytomnego Gordona. Lightfoot rozkazał swym ludziom (i wszystkim pozostałym pułkom brygady) odwrót. Wojska konfederatów spływały w stronę Sharpsburga, a linia ich obrony przestała istnieć.
Żołnierze Richardsona rzucili się w pościg, gdy nagle wpadli pod zmasowany ogień kilku baterii artylerii, w ostatniej chwili ściągniętej przez Longstreeta i musieli odstąpić. Kontratak 200 ludzi, prowadzony osobiście przez D.H. Hilla, dotarł niemal do drogi w parowie i – choć odparty gwałtownym uderzeniem 5. pp z New Hampshire – sprawił, że centrum konfederatów zostało uratowane. W rezultacie (choć niechętnie) Richardson nakazał swej dywizji wycofanie się na północ, na wzgórza naprzeciw drogi w parowie. Dywizja straciła około 1 tys. ludzi. Płk Barlow był ciężko ranny, a sam Richardson śmiertelnie. Dowództwo dywizji przejął Winfield Scott Hancock. I jakkolwiek w przyszłości Hancock miał zdobyć sobie reputację agresywnego dowódcy, niespodziewana zmiana przyczyniła się do powstrzymania naporu unionistów.
Rzeź, jaka trwała od 9.30 do 13.00 przed i wzdłuż drogi w parowie, przyczyniła się do nadania pozycji nazwy „krwawa aleja” (ang. Bloody Lane), bowiem straty poniesione tutaj wyniosły 5 600 zabitych i rannych (unioniści 3 000, konfederaci 2 600) na zaledwie 800-metrowym odcinku. Ale rzeź ta dawała unionistom wielkie możliwości. Gdyby przerwa w linii frontu została pogłębiona, armia gen. Lee mogłaby zostać rozerwana na dwie połowy i prawdopodobnie zniszczona. Armia Potomaku miała wystarczające siły by tego dokonać. McClellan miał w rezerwie 3 500 kawalerii i 10 300 piechoty V Korpusu gen. Portera stojących o półtora kilometra przed środkowym mostem. Właśnie przybyły VI Korpus gen. Williama B. Franklina liczył 12 000 ludzi i był gotów do podjęcia ofensywy, ale Sumner zakazał mu wchodzić do akcji. Franklin odwołał się do McClellana, który wreszcie opuścił swe stanowisko na tyłach, by wysłuchać argumentów obu stron, ale ostatecznie zatwierdził decyzję Sumnera i rozkazał Franklinowi i Hancockowi zostać na miejscu.
Nieco później dowódca innej formacji rezerwowej w pobliżu centrum – V Korpusu – gen. Fitz John Porter, miał powiedzieć McClellanowi: „Proszę pamiętać, generale, że dowodzę ostatnimi rezerwami, jakie posiada Republika”. McClellan zgodził się z nim, zaprzepaszczając ostatnią szansę na zwycięstwo.

### Po południu

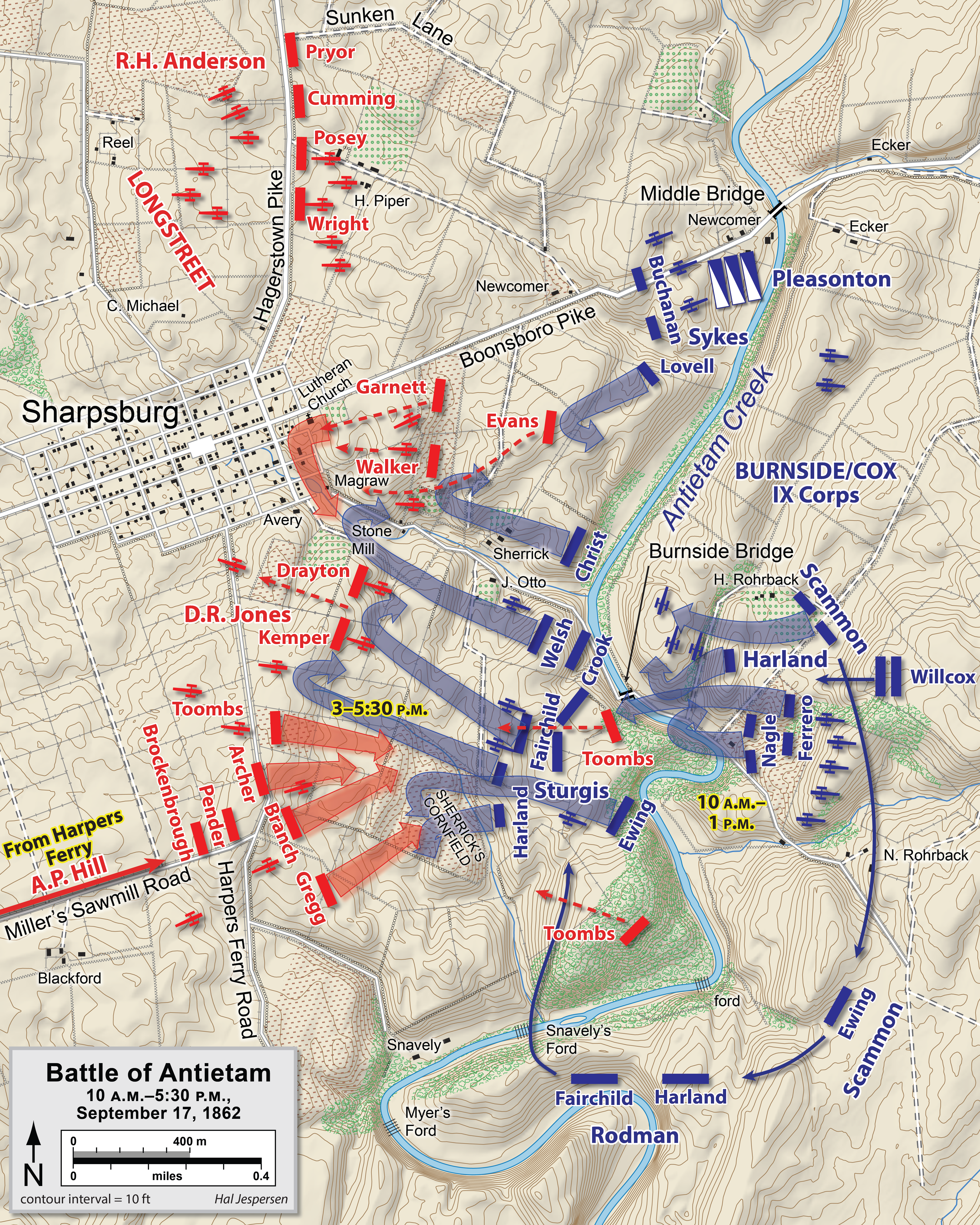
Uderzenie IX Korpusu, 10.00–16.30

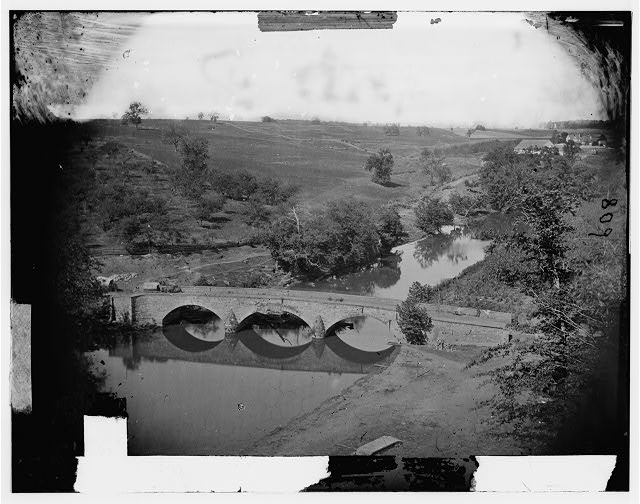
Burnside’s Bridge po bitwie

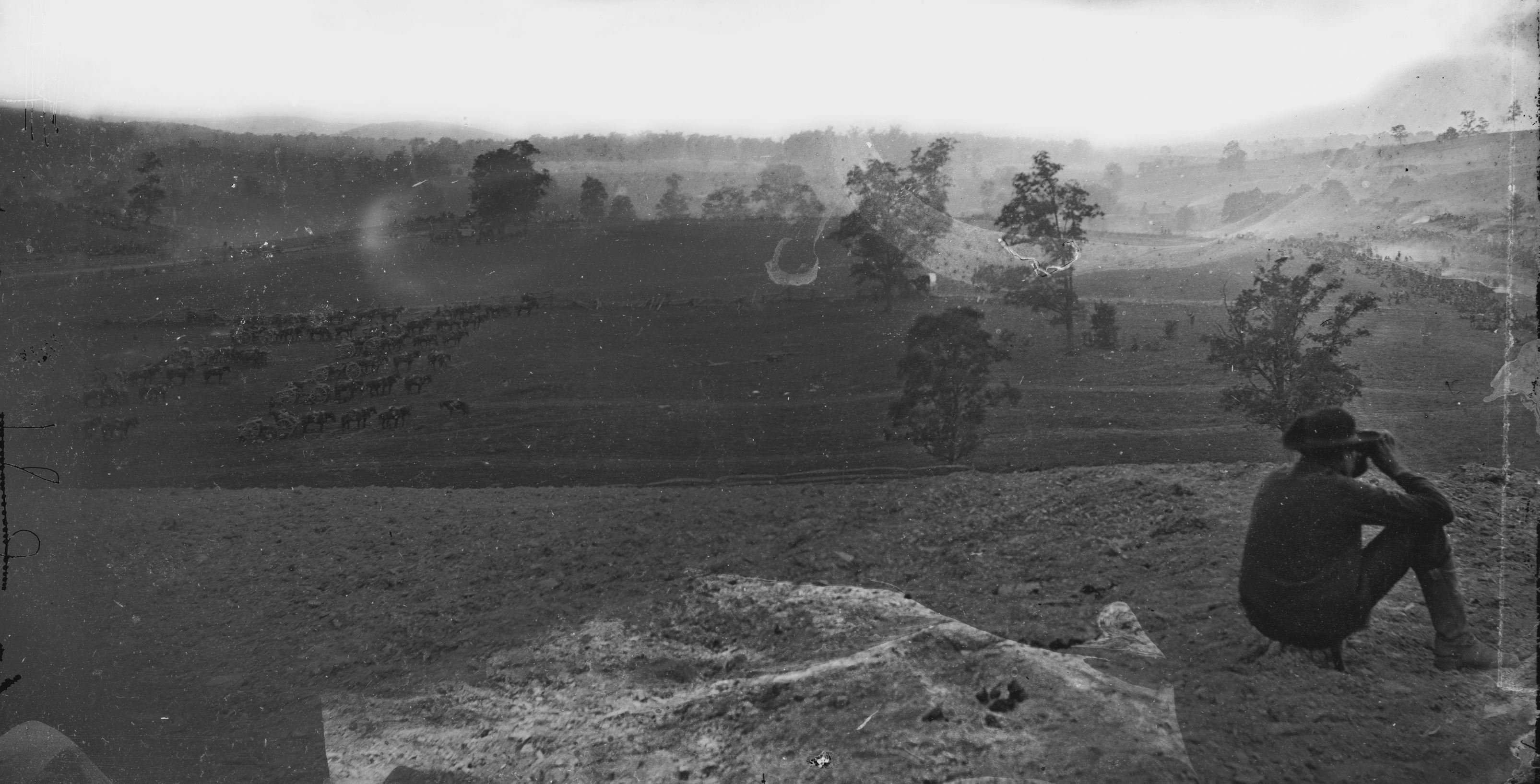
Pole bitwy na fotografii wykonanej 17 września 1862 roku

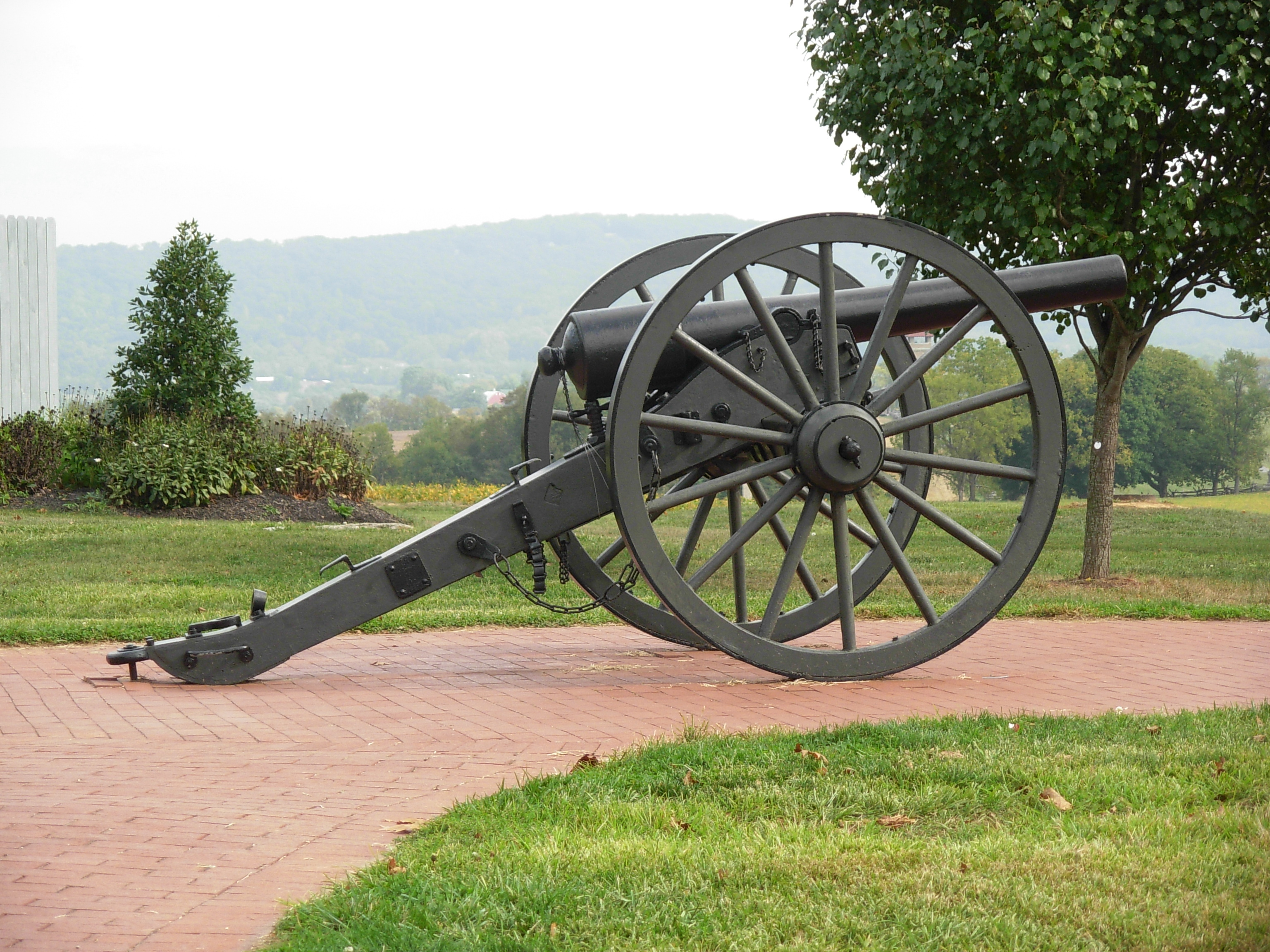
Działo gwintowane używane w bitwie pod Antietam

Teraz środek ciężkości zmagań przeniósł się na południową stronę pola bitwy. Zgodnie z planem McClellan’a IX Korpus gen. Ambrose’ego Burnside’a miał przeprowadzić atak dywersyjny dla odciążenia I Korpusu Hookera w nadziei, że manewr ten odciągnie uwagę konfederatów od głównego natarcia z północy. Jednakże Burnside został wcześnie poinstruowany, że ma czekać na szczegółowe rozkazy przed podjęciem ataku, stał więc w miejscu, a oczekiwane rozkazy nie dotarły do niego przed godziną 10. McClellan wydał rozkaz o 9.10, już po odparciu uderzeń Hookera i Mansfielda, bowiem czekał na przybycie VI Korpusu, który miał stanowić rezerwę. Burnside zachowywał się zadziwiająco biernie podczas przygotowań do bitwy. Był niezadowolony, że McClellan odstąpił od wcześniej stosowanego podziału na dowódcę armii, dowódców skrzydeł i dopiero wówczas korpusów. Do tej pory Burnside dowodził skrzydłem składającym się z I i IX Korpusu, teraz zaś pozostał mu tylko IX. Nie chcąc zrzec się wyższej rangi, „mianował” więc gen. Jesse’ego L. Reno (zginął pod South Mountain), a następnie gen. Jacoba D. Coksa z Dywizji Kanawha, dowódcą korpusu, wydając rozkazy poszczególnym dywizjom za jego pośrednictwem.
Burnside miał cztery dywizje (12 500 ludzi) i 50 dział na wschód od rzeki. Naprzeciwko, po drugiej stronie Antienam, stały siły bardzo osłabione poczynaniami Lee, który przerzucał oddziały na północ celem wzmocnienia swego lewego skrzydła. O świcie prawego skrzydła konfederatów broniły dywizje generałów Davida R. Jonesa i Johna G. Walkera, ale do godziny 10 cała dywizja Walkera i Brygada Georgii płk. George’a T. Andersona odeszły. Jonesowi zostało około 3 000 ludzi i 12 dział. Cztery słabe brygady obsadzały wzniesienia przed Sharpsburgiem oraz niewielki, niski płaskowyż zwany Wzgórzem Cmentarnym. Pozostałych 400 ludzi – 2. i 20. pp Georgii pod dowództwem gen. Roberta Toombsa oraz dwie baterie artylerii – broniło Mostu Rohrbacha, 3-przęsłowej, na 38 metrów długiej kamiennej budowli, stanowiącej najdalej na południe od miasta położone przejście przez Antietam. Po bitwie zaczęto używać obowiązującej do dzisiaj nazwy „Most Burnside’a”, ze względu na uporczywość toczonych tam walk. Zdobycie mostu było zadaniem trudnym. Prowadząca doń droga biegła równolegle do rzeki i była wystawiona na nieprzyjacielski ostrzał. Na zachodnim brzegu nad mostem dominował wysoki na 30 metrów zalesiony stok, urozmaicony głazami – pozostałościami po starych kamieniołomach – co stanowiło wielce dogodną dla piechoty, a zwłaszcza strzelców wyborowych i jednocześnie niebezpieczną dla atakujących pozycję.
Antietam Creek na tym odcinku była nie szersza niż 15 metrów, a w niektórych miejscach, znajdujących się poza zasięgiem konfederatów, tylko po pas głęboka. Burnside był wielokrotnie krytykowany za zlekceważenie tego faktu, aczkolwiek teren za brodami wcale nie był łatwiejszy. Burnside skoncentrował się na szturmowaniu mostu z jednoczesnym forsowaniem rzeki brodem położonym kilometr dalej. Bród był dość płytki, ale brzegi okazały się zbyt wysokie i strome do forsowania. W rezultacie, podczas gdy Brygada Ohio płk. George’a Crooka przygotowywała się do ataku ze wsparciem dywizji gen. Samuela Sturgisa, reszta Dywizji Kanawha i dywizja gen. Isaaca Rodmana przedzierały się przez gęste zarośla, starając się odnaleźć inny bród, 3 kilometry dalej, z zamiarem oskrzydlenia konfederatów.
Atak Crooka rozpoczęli strzelcy z 11. pp Connecticut, którzy otrzymali rozkaz oczyścić most i przygotować go na przejście oddziału z Ohio przeznaczonego do ataku na stok za mostem. Po 15-minutowej wymianie ognia żołnierze z Connecticut wycofali się ze stratą 139 ludzi (1/3 całego oddziału), w tym dowódcy, płk. Henry’ego W. Kingsbury’ego, który został ciężko ranny. Główne siły Crooka trafiły w próżnię, bowiem z powodu nieznajomości terenu wyszły nad rzekę 400 metrów powyżej mostu, gdzie przez następne kilka godzin prowadzili wymianę ognia z konfederatami na przeciwnym brzegu.
W czasie gdy dywizja Rodmana poszukiwała brodu, Burnside i Cox rzucili do drugiego ataku na most jedną z brygad Sturgisa. Ten atak nie powiódł się również, a żołnierze z Marylandu i New Hampshire stali się łatwym celem dla konfederackich snajperów i artylerii. Dochodziło południe i McClellan zaczął tracić cierpliwość. Wysyłał do Burnside’a kuriera za kurierem. Jednemu z nich przykazał: „Proszę mu powiedzieć, że nawet gdyby miało go to kosztować życie 10 tys. ludzi, ma natychmiast ruszać”. Wysłał wreszcie jednego ze swych czołowych sztabowców, płk. Delosa B. Sacketta, na widok którego Burnside powiedział: „McClellan zdaje się myśleć, że ja nic nie robię, by zdobyć ten most; jest pan trzecim czy czwartym, który zjawia się tutaj z takim samym rozkazem”.
Trzecia próba wzięcia mostu miała miejsce o 12.30, tym razem atakowała inna brygada Sturgisa, dowodzona przez gen. Edwarda Ferrero. Na czele szły 51. pp stanu Nowy Jork i 51. pp Pensylwanii. Żołnierze, którzy wreszcie otrzymali odpowiednie wsparcie artyleryjskie i obietnicę, że jeśli powiedzie im się przywrócone zostaną ostatnio wstrzymane przydziały whiskey, uderzyli z impetem i zajęli pozycje na brzegu. Podciągnąwszy na pozycję zdobyczną lekką haubicę, ostrzelali stok kartaczami i dotarli na około 25 metrów do stanowisk nieprzyjaciela. Około godz. 13 konfederatom zaczęło brakować amunicji, a jednocześnie Toombs otrzymał wiadomość, że ludzie Rodmana przekroczyli bród na jego skrzydle, nakazał więc odwrót. Bitwa o most kosztowała unionistów ponad 500 zabitych i rannych, podczas gdy konfederaci stracili mniej niż 160. Co więcej, wstrzymała atak Burnside’a przeciw południowemu skrzydłu na ponad trzy godziny.
Tymczasem natarcie Burnside’a utknęło ponownie. Jego oficerowie zaniedbali dostarczenia amunicji na drugą stronę mostu, który stał się wąskim gardłem dla żołnierzy, artylerii i wozów z zaopatrzeniem. To spowodowało następne dwie godziny opóźnienia, co Lee wykorzystał na wzmocnienie swego prawego skrzydła. Przede wszystkim ściągnął z północy wszystkie dostępne działa, nie mógł jednak wesprzeć przetrzebionych sił D.R. Jonesa piechotą. Liczył na rychłe przybycie lekkiej dywizji A.P. Hilla, która niedawno rozpoczęła męczący, 27-kilometrowy marsz z Harpers Ferry. O godz. 14 ludzie Hilla dotarli do Armii Północnej Wirginii, a o 14.30 Lee doczekał się samego Hilla, któremu kazał zająć stanowiska na prawo od Jonesa.
Unioniści nie mieli pojęcia, że 3 tys. nowych żołnierzy nieprzyjaciela stanie na ich drodze. Burnside planował obejście słabnącego prawego skrzydła konfederatów, zajęcie Sharpsburga, a na koniec odcięcie armii Lee od Brodu Botelera, jedynej drogi ucieczki na drugą stronę rzeki Potomak. O 15, zostawiając dywizję Sturgisa w rezerwie nad rzeką, Burnside ruszył na zachód, mając ponad 8 tys. ludzi (w większości świeżych) i 22 działa bliskiego wsparcia.
Wstępne uderzenie, prowadzone przez 79. pp „New York Cameron Highlanders”, doprowadziło do zepchnięcia osłabionej dywizji Jonesa poza Wzgórze Cmentarne, na odległość 200 metrów od pierwszych zabudowań Sharpsburga. Bardziej na lewo dywizja Rodmana posuwała się w kierunku drogi do Harpers Ferry. Jej czołowa brygada, dowodzona przez płk. Harrisona Fairchilda, mająca w szeregach kilku kolorowo umundurowanych żuawów z 9. nowojorskiego pułku, znalazła się pod ciężkim ogniem kartaczowym kilkunastu konfederackich dział rozstawionych na szczytach wzgórz przed nimi, ale posuwała się naprzód. Na ulicach Sharpsburga, zapchanych setkami wycofujących się konfederatów, wybuchła panika. Z pięciu brygad dywizji Jonesa jedynie brygada Toombsa była wciąż w niezłym stanie, ale liczyła zaledwie 700 ludzi.
Dywizja A.P. Hilla zjawiła się na polu bitwy o 15.30. Hill podzielił swoją kolumnę marszową, kierując dwie brygady na południowy wschód, by zabezpieczyć własne skrzydło, a pozostałe trzy, w sumie około 2 tys. ludzi, na prawe skrzydło Toombsa, przygotowując się do kontrataku. O 15.40 południowo-karolińska brygada gen. Maxcy’ego Gregga uderzyła na 16. pp Connecticut na lewym skrzydle Rodmana na polu kukurydzy miejscowego farmera Johna Otto. Żołnierze Unii pochodzili z nowego zaciągu, w linii byli od trzech tygodni, więc spłynęli z pola w popłochu, zostawiając 185 zabitych i rannych. 4. pp Rhode Island znajdował się po prawej, ale żołnierze niewiele widzieli, stojąc w wybujałej kukurydzy, a nadto zdezorientowani, bowiem konfederaci mieli na sobie mundury unionistów zdobyte w magazynach Harpers Ferry. Oni także rzucili się do ucieczki, zostawiając 8. pp Connecticut odcięty daleko w przodzie. Zostali zegnani z wzgórz w kierunki doliny rzeki Antietam. Ostatni kontratak pułków dywizji Kanawha załamał się również.
Straty IX Korpusu sięgały 20%, ale wciąż liczył on dwukrotnie więcej ludzi pod bronią niż jednostki konfederatów. Wstrząśnięty porażką na skrzydłach Burnside nakazał wszystkim oddziałom korpusu wycofanie za Antietam, skąd zażądał więcej ludzi i dział. McClellan mógł mu podesłać tylko jedną baterię. Miał powiedzieć: „Nie mogę zrobić nic więcej. Nie mam piechoty”. W rzeczywistości McClellan miał w rezerwie dwa świeże korpusy, V Portera i VI Franklina, ale bał się ich użyć, mając wciąż przed oczami nieistniejące rezerwy Lee. Ludzie Burnside’a spędzili resztę dnia na obronie mostu, który z takim trudem zdobyli.

## Po bitwie

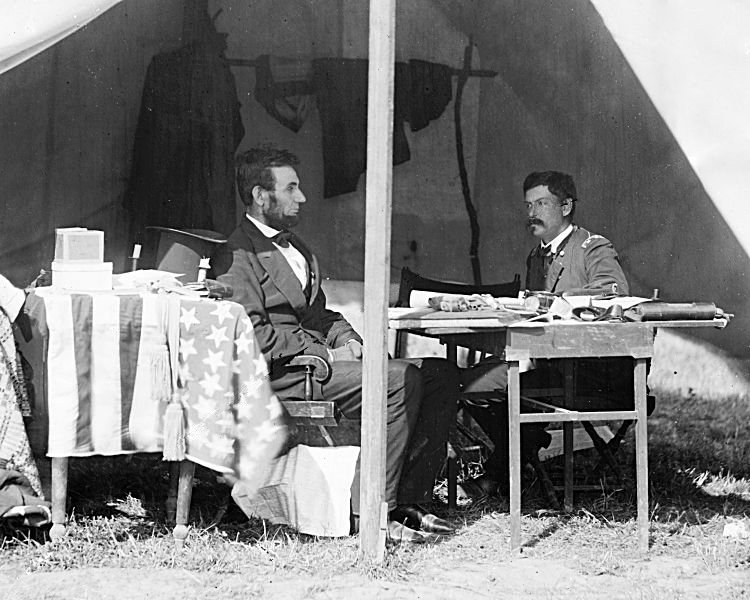
Prezydent Lincoln i gen. McClellan po bitwie

Bitwa zakończyła się ostatecznie o 17.30. Straty były ciężkie po obu stronach. Unia straciła 12 567 ludzi, w tym 2108 zabitych, 9416 rannych i 1043 zaginionych; straty konfederatów wyniosły 10 318, w tym około 2700 zabitych. Stanowiło to 25% po stronie unionistów i 31% po stronie konfederatów. 17 września 1862 roku poległo więcej Amerykanów, niż w jakiejkolwiek bitwie w dziejach Stanów Zjednoczonych. Najkrwawszą bitwą była wprawdzie bitwa pod Gettysburgiem, ale 46 tysięcy strat należy rozłożyć na trzy dni.
Rankiem 18 września resztki armii Lee szykowały się do odparcia uderzenia unionistów, które nigdy nie nastąpiło. Po prowizorycznym zawieszeniu broni dla zebrania z pola swych rannych, armia konfederatów rozpoczęła odwrót przez Potomak do Wirginii. Lee przegrał bitwę i całą kampanię, nie osiągając żadnego z zakładanych celów.
Prezydent Lincoln nie był zadowolony z poczynań McClellana. Uznał, że nadmierna ostrożność McClellana i zła koordynacja działań w polu uratowały Lee i jego wojska przed pogromem.
Prezydent był ponadto zdumiony, że od 17 września do 26 października, pomimo wezwań ze strony Departamentu Wojny i samego prezydenta, McClellan odmawiał wszczęcia pościgu za Lee po drugiej stronie Potomaku, zasłaniając się problemami z zaopatrzeniem i obawą przed zbytnim rozciągnięciem swych sił. Generał Henry W. Halleck napisał w swym oficjalnym raporcie: „Długa bezczynność tak wielkiej armii w obliczu pokonanego przeciwnika i podczas okresu najlepszej pogody dla wykonania uderzenia, jest powodem do głębokiego niezadowolenia i ubolewania”. Lincoln pozbawił McClellana dowództwa 7 listopada, co było końcem jego generalskiej kariery.
Politycznym efektem bitwy było ogłoszenie pierwszej Proklamacji Emancypacji.